# Yoyo鹿鸣
yoyo鹿鸣（简称“鹿鸣”）是由米哈游所制作的以人工智慧語音和动作捕捉为基础的女性虚拟主播。鹿鸣同时也在米哈游推出的桌面动态壁纸软件《人工桌面》中登场。

## 經歷
2020年5月15日，bilibili账号“VAN0va”上传了第一个舞蹈视频《N0va LookDev Test》，简介提到“Here's an initial test of the mocap pipeline that we will be implementing in our small upcoming project.”，意为“这是我们将在即将到来的小型项目中实施的动作捕捉的初步测试。”此後直到8月4日之前，鹿鳴背後的製作公司一直保持保密狀態，引發網民猜測和討論。據ACGx報道，鹿鳴背後的公司為「米哈游逆熵科技」，其於2020年成立，主攻基于深度學習等人工智慧技术来提升内容生产效率，推動遊戲製作「工業化」。
2020年6月5日，账号更改为现名“yoyo鹿鸣_Lumi”，并上传了第二个舞蹈视频《表情测试~镂空蕾丝裙Get！》。在這之後，鹿鳴又先後發佈了數條影片，大多為30秒以内的短视频，更新不到20个视频就已经积累了过百万粉丝与超1亿的总播放量。
2020年8月4日，鹿鳴上传了视频《从今天起，你每天都可以见到鹿鸣了》，公开其身份為米哈遊旗下虛擬主播。同日，米哈游推出动态桌面壁纸软件《人工桌面》，於Windows平臺發佈，軟體完全免費。軟體中包含多種以鹿鳴為主題的動態壁紙。12月1日，《人工桌面》追加Android平臺，首日即登TapTap热门榜、新品榜榜首，應用商店评分达8.2。同日，鹿鳴bilibili、YouTube賬號發佈了推广视频《唤醒鹿鸣，体验暖心陪伴》，在一天內获得近60万播放量，获赞5.3万，全站排行榜最高播放排名55名。
2020年11月27日的虚幻引擎技术开放日上，米哈游總裁刘伟以《鹿鸣和UE的那些事》为主题，曝光了“鹿鸣”的生平以及未来的发展方向。据刘伟介绍，每一条视频其实都是在测试不同Unreal Engine技术应用，比如表情、毛发、肌肉动作等等。劉偉表示，鹿鸣未来会在直播中与公众见面，「直播会达到和离线内容完全相同的品质，动作和声音都实时呈现给观众」。
2022年7月15日晚，鹿鸣在bilibili开启了首次直播，开播后该直播间立刻登上bilibili直播热门总榜，半小时的直播总共吸引了66万人前来观看，收获了322位舰长（折合收入约6万多元人民幣）；其直播录屏在當日突破百万播放量，bilibili訂閱人数突破150万。